# Вега, Пастор
Па́стор Ве́га То́ррес (исп. Pastor Vega Torres; 12 февраля 1940, Гавана, Куба — 2 июня 2005, там же) — кубинский режиссёр театра и кино, педагог и документалист.

## Биография
В 1958—1959 учился в Театральной академии при театре «Эстудио». С 1960 года ассистент режиссёра в ИКАИКе (исп. Instituto Cubano del Arte e Industria Cinematográficos). В 1961 году дебютирует как режиссёр-документалист («Война»), а в 1979 — как режиссёр игрового кино («Портрет Тересы»). Вёл педагогическую работу, писал статьи и рецензии. Написал сценарии к ряду своих картин. Принимал участие в ряде международных кинофестивалей.
Был женат на актрисе Дейси Гранадос.

## Избранная фильмография

### Ассистент режиссёра
- 1962 — История одного балета / Historia de un ballet
- 1964 — Прелюдия 11 / Preludio 11
- 1964 — Решение / La decisión

### Режиссёр
- 1961 — Война / La Guerra (документальный)
- 1967 — Песня туриста / La canción del turista (документальный)
- 1969 — Об американской войне / De la guerra americana (документальный)
- 1972 — Да здравствует республика! / ¡Viva la República! (документальный)
- 1974 — Пятая граница / La Quinta Frontera (документальный)
- 1979 — Портрет Тересы / Retrato de Teresa
- 1984 — Хабанера / Habanera
- 1987 — Любовь на минном поле / Amor en campo minado
- 1988 — / En el aire
- 1999 — Пророчество Аманды / Las profecías de Amanda

### Сценарист
- 1988 — / En el aire

### Актёр
- 1958 — Куба-58 / Cuba-58
- 1964 — Решение / La decisión

## Награды
- 1979 — номинация на Золотой приз XI Московского международного кинофестиваля («Портрет Тересы»)